# توربيورن نيلسون
توربيورن نيلسون (بالسويدية: Torbjörn Nilsson) مواليد 9 يوليو 1954 في فيستيروس، هو لاعب كرة قدم سويدي سابق كان يلعب كمهاجم. سبق له أن لعب في كأس العالم لكرة القدم مع منتخب بلاده. لعب خلال مسيرته 408 مباريات سجل خلالها 215 هدفاً.

## المسيرة الاحترافية

### أندية لعب لها
- نادي غوتبورغ
- نادي آيندهوفن
- نادي كايزرسلاوترن

## روابط خارجية
- توربيورن نيلسون على موقع قاعدة بيانات كرة القدم.إي يو (الإنجليزية)
- توربيورن نيلسون على موقع ناشيونال فوتبول تيمز (الإنجليزية)
- توربيورن نيلسون على موقع عالم كرة القدم.نت (الإنجليزية)